# H.D. Lind
Hans Daniel Lind (født 17. juli 1847 i Nyboder i København, død 25. januar 1924 samme by) var en dansk præst og maritim forfatter. 
Lind, hvis far var snedkermester på orlogsværftet, fik allerede i sin barndom interesse for marinen og dens historie; 1865 blev han student fra Det von Westenske Institut, 1871 cand. theol., tre år senere ansattes han som kateket ved Sankt Johannes Kirke i København og blev senere sognepræst til Skelby og Gunderslev på Sjælland. Ved siden af sin præstegerning har Lind udfoldet en ret betydelig virksomhed som forfatter af maritime historiske værker, der alle bærer præget af grundighed og en levende interesse for emnerne; fra hans hånd foreligger således Nyboder og dets Beboere, især i ældre Tid (1882), Christian IV og hans Mænd paa Bremerholm (1889), Kong Frederik III's Sømagt (1896) og Fra Kong Frederik II's Tid (1902). Foruden disse bøger har Lind skrevet talrige artikler historiske tidsskrifter.